# کیم هه اون
کیم هه اون (کره‌ای: 김혜은؛ زادهٔ ۱ مارس ۱۹۷۳) بازیگر اهل کره جنوبی است. کیم در سال ۲۰۰۷ بازیگری را به‌طور جدی دنبال کرد و در فیلم‌ها و مجموعه‌های تلویزیونی از جمله گانگستر بی‌نام: قوانین زمان و راز عشق و عاشقی ایفای نقش کرده‌است. از آثار دیگری که وی در آنها نقش داشته‌است می‌توان به مرد عاشق ، آقای آفتاب و کلاس ایته‌‌وون اشاره کرد.